# Game Boy
Game Boy (яп. ゲームボーイ) — лінійка портативних ігрових пристроїв, розроблена і яка вироблялася Nintendo. Вперше був представлений у Японії 21 квітня 1989, у Північній Америці у червні 1989 та у Європі 28 вересня 1990. Після успіху серії портативних ігор Game & Watch, Nintendo створила Game Boy як більш універсальну портативну консоль із змінними картриджами. Ця концепція виявилася надзвичайно успішною, і Game Boy став культурним символом 1990-х і початку 2000-х років.
Game Boy був розроблений командою Nintendo Research & Development 1 під керівництвом Ґунпея Йокоя і Сатору Окади. Пристрій оснащений матричним дисплеєм, хрестовидним джойстиком, чотирма кнопками управління, одним динаміком і використовує картриджі Game Pak. Дизайн був виконаний у сіро-білих тонах із чорними, синіми та темно-бордовими акцентами, з м'яко закругленими кутами, за винятком нижнього правого, який був вигнутий. Під час запуску пристрій продавався як окремо, так і в комплекті з іграми, такими як Super Mario Land та Tetris.
Незважаючи на змішані відгуки, що критикували монохромну графіку та більший розмір порівняно з конкурентами, такими як Sega Game Gear, Atari Lynx та NEC TurboExpress, Game Boy швидко перевершив їх за обсягами продажів. За оцінками, у світі було продано близько 118,69 мільйона одиниць Game Boy та його наступника Game Boy Color (1998), що робить їх четвертою найуспішнішою ігровою системою в історії. Протягом свого життєвого циклу Game Boy отримав кілька редизайнів, зокрема компактнішу версію Game Boy Pocket (1996) та Game Boy Light (1998). Продажі різних версій Game Boy тривали до 2003 року.

## Історія
Перший Game Boy був випущений ще в 1989 році, як продовження до відомих кишенькових ігор Nintendo Game & Watch (відомим в СРСР із копіям під назвами «Ну, постривай!», «Таємниці океану» та інші). Це була перша популярна портативна ігрова система. Багато компаній намагалися повторити успіх Game Boy, але нікому зробити цього так і не вдалося.
Секрет успіху був простий тільки з одного боку: чорно-білий мініатюрний екран 160×144 пікселів, стереозвук на чотири канали та функція GameLink.
Всякий раз, якщо з якихось причин продажі Game Boy йшли на спад, Nintendo випускала нові різновиди Game Boy, щоб знову збільшити продажі. Таким чином, у листопаді 1996 року з'явився Game Boy Pocket, який був менше в розмірах на 30 %, ніж свій попередник, але з екраном більшого розміру і всього з двома батареями AAA. Пізніше був випущений Game Boy Color з кольоровим екраном, потім Game Boy Advance.

## Моделі лінійки
- Game Boy (1989)
  - Game Boy Pocket (1996)
  - Game Boy Light (Квітень 1998, эксклюзивно для Японії)
- Game Boy Color (Жовтень 1998)
- Game Boy Advance (2001)
  - Game Boy Advance SP (2003)
  - Game Boy Micro (2005)

## Технічні характеристики

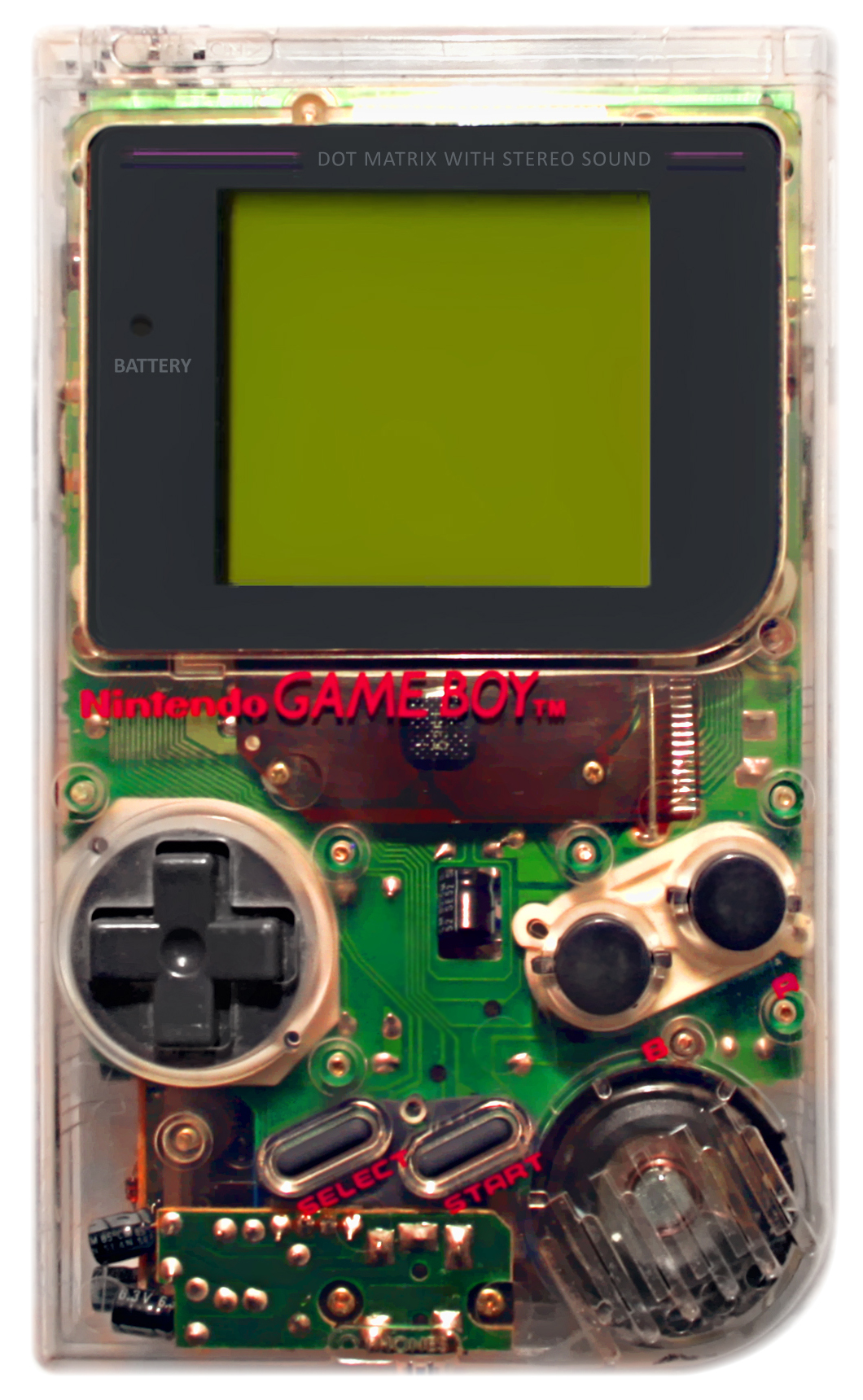
Прозора модель Game Boy Play It Loud!

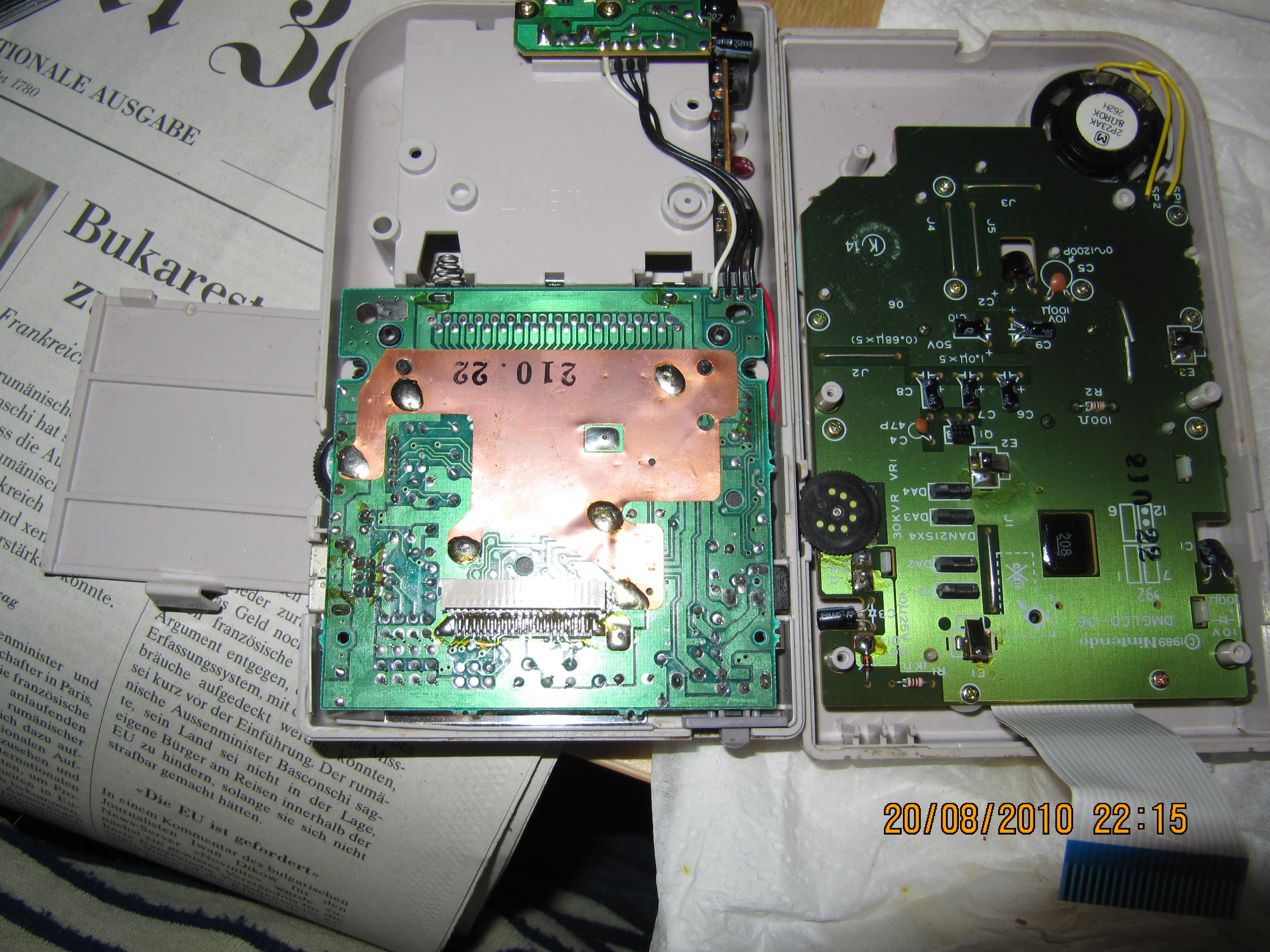
Відкритий Game Boy.

- Процесор: Sharp LR35902 DMC-CPU[2], 8-розрядний (сильно спрощений варіант Zilog Z80[3] виробництва Sharp), на тактовій частоті 4,194304 МГц
- Пам'ять:
  - Основна пам'ять: 64 кбіт (8 Кб)
  - Відеопам'ять: 64 кбіт (8 Кб)
- Розмір екрану: 2,6 "(66 мм)
- Роздільна здатність: 160 × 144 пікселів
- Максимальне число спрайтів: 40, але не більше 10 в одному рядку
- Розміри спрайтів: 8 × 16 або 8 × 8 пікселів
- Горизонтальна розгортка: 9198 кГц
- Вертикальна розгортка, 59,73 Гц
- Звук: 4-канальний, стерео
- Живлення: DC 3V 0,7 Вт — 4 елементи типу AA
- Розміри: 124 × 76 × 23 мм
- Вага (з елементами живлення): 394 г
- Мін / макс ємність картриджа: 32 Кбіт — 8 Мбіт (8 КіБ — 1 МіБ)

## Аксесуари
- Game Boy Pocket Sonar — прилад для пошуку риби під водою. Включав міні-гру про рибної ловлі.
- Game Boy Camera і Game Boy Printer — принтер для друку скріншотів, камера для чорно-білих знімків. У комплект входили деякі ігри.
- Super Game Boy — плагін-картридж для SNES, що дозволяє грати в ігри від Game Boy на телевізорі.
- Transfer Pak — пристрій для обміну даними між іграми від Game Boy Color і Nintendo 64.
- Game Link Cable — дозволяє об'єднати дві приставки, щоб грати в багатокористувацькому режимі.
- Game Boy Four Player Adapter — дозволяє об'єднати до чотирьох приставок для багатокористувацьких ігор.
- Game Boy Battery Pack — додаткова батарея для 4-5 годин гри.